# 米歇尔·詹内克
米歇尔·詹内克（英語：Michelle Jenneke，1993年6月23日—）是一名澳大利亚跨栏运动员及模特。曾获得2010年夏季青年奥林匹克运动会100米跨栏银牌，以及2016年澳大利亚田径锦标赛冠军并入围当年在里约热内卢举办的夏季奥运会。2012年她因一段赛前性感热身舞的短片而爆红，并于2013年入选《运动画刊泳装特辑》。